# Shannon Bex
Shannon Bex é uma cantora e dançarina americana. Fez parte do grupo Danity Kane.
Shannon estava envolvida na volta da banda que aconteceu em 2013.

## Discografia
Com Danity Kane
Álbuns
Danity Kane
- Lançamento: 22 de agosto de 2006
- Posição: #1 U.S., #2 R&B
- Vendas nos Estados Unidos: 1 123 000
- Certificação RIAA: Platina

Welcome to the Dollhouse
- Lançamento: 18 de março de 2008
- Posição: #1
- Vendas nos Estados Unidos: 500 000
- Certificação RIAA: Ouro

Solo

### Álbuns
por anunciar
- Lançamento: por anunciar

### EPs
I'm A Woman
- Lançamento: 18 de setembro de 2012

## Singles
- I'm Out: 14 de maio de 2012